# Bernard Anselme
Bernard Anselme (Moeskroen, 3 november 1945) is een voormalig Belgisch politicus voor de PS, die onder meer burgemeester en minister werd.

## Levensloop
Anselme was actief in verschillende federalistische, socialistische en syndicalistische Waalsgezinde kringen toen hij politieke wetenschappen studeerde aan de Université Libre de Bruxelles. Na zijn studies ging hij werken voor de jongerenafdeling van de vakbond FGTB. Hij was er achtereenvolgens van 1964 tot 1968 adjunct-secretaris, in 1968 secretaris en van 1968 tot 1970 voorzitter. Van 1969 tot 1972 werkte hij als raadgever op de kabinetten van Freddy Terwagne (1969-1971) en Fernand Dehousse (1971-1972), ministers van Communautaire Betrekkingen in de regering-G. Eyskens V en daarna was hij van 1972 tot 1977 secretaris van de voorzitter van de Gewestelijke Economische Raad voor Wallonië.
In 1977 begon Anselme aan zijn parlementaire carrière. Van 1977 tot 1995 zetelde hij voor de PSB en daarna de PS voor het arrondissement Namen in de Kamer van volksvertegenwoordigers. Door de toen bestaande dubbelmandaten zetelde hij hierdoor automatisch ook in de Cultuurraad voor de Franse Cultuurgemeenschap (1977-1980) en de Waalse Gewestraad en de Raad van de Franse Gemeenschap (1980-1995). Van 1995 tot 2001 (tussen 1995 en 1999 onderbroken door zijn ministerschap) zetelde hij vervolgens voor hetzelfde arrondissement in het Waals Parlement en het Parlement van de Franse Gemeenschap. 
Van april 1979 tot mei 1980 maakte hij als staatssecretaris voor het Waals Gewest deel uit van de regeringen-Martens I en -II. In die hoedanigheid zetelde hij tevens in de Executieve van het Waalse Gewest, waar hij bevoegd was voor Ruimtelijke Ordening, Stedenbouw en Sociale Zaken. Van 1981 tot 1983 was Anselme dan weer secretaris van het permanente comité van Waalse federaties binnen de PS en van 1984 tot 1988 was hij secretaris in de Raad van de Franse Gemeenschap. Daarnaast speelde hij een belangrijke rol in de beslissing van het Waals Gewest om haar instellingen in zijn stad Namen te vestigen.
In mei 1988 volgde Bernard Anselme Guy Coëme op als minister-president van de Waalse Regering en bleef dit tot in januari 1992. In deze regering was hij ook bevoegd voor Economie en KMO's en vanaf 1989 eveneens voor Ambtenarenzaken. Hij bekommerde zich als Waals minister-president onder andere over de verankering van de Waalse instellingen in  Namen, de hervorming van de administratie en de oprichting van nieuwe instellingen als de Waalse Raad voor Sociale Economie, het Waals Agentschap voor Export en Buitenlandse Investeringen. 
In januari 1992 werd Anselme minister-president van de Franse Gemeenschapsregering, waar hij ook bevoegd was voor Cultuur, Communicatie, Sport en Toerisme, maar bovenal voor Begroting. Hij werd geconfronteerd met de financieringsproblemen van de Franse Gemeenschap en zocht daarvoor extra middelen, bijvoorbeeld door te snijden in de dotaties voor de RTBF. Zijn minister-presidentschap liep ten einde in mei 1993, toen hij naar de federale regering-Dehaene I werd geroepen om Philippe Moureaux op te volgen als minister van Sociale Zaken. In die functie hield hij zich bezig met de dossiers rond de mutualiteiten, de aftrekbare medische kosten, de numerus clausus van geneeskundestudenten en de budgettering van de sociale zekerheid. 
In januari 1994 verliet hij alweer de federale regering en werd hij opnieuw minister in de Waalse regering, ditmaal bevoegd voor Binnenlandse Aangelegenheden, Begroting en Ambtenarenzaken. Na de vorming van de regering-Collignon II in juni 1995 bleef hij bevoegd voor Binnenlandse Aangelegenheden en Ambtenarenzaken. Als minister van Begroting was hij verantwoordelijk voor de uitgifte van een Waalse staatsbon, waarmee het Waalse Gewest de eerste regionale overheid was die rechtstreeks fondsen van spaarders aansprak. Daarnaast werkte Anselme aan een hervorming van het statuut van intercommunales en sloot hij een fiscaal pact met de lokale besturen. Na de verkiezingen van 1999 werd hij geen minister meer.
Anselme was ook actief in de gemeentepolitiek van de stad Namen. Vanaf 1983 was hij er gemeenteraadslid en na de gemeenteraadsverkiezingen van 2000 werd hij begin 2001 burgemeester van de stad. Hierdoor diende hij zijn ontslag in als parlementslid. Zijn burgemeesterschap eindigde in een schandaalsfeer rond de toewijzing van contracten aan een bevriend studiebureau. Dit zorgde ervoor dat de PS na de gemeenteraadsverkiezingen van 2006 in Namen in de oppositie belandde en Anselme zijn burgemeesterschap dus verloor. Hij zetelde daarna nog zes jaar lang in de Naamse gemeenteraad en was bij de gemeenteraadsverkiezingen van 2012 geen kandidaat meer.